# Mario Biglioli

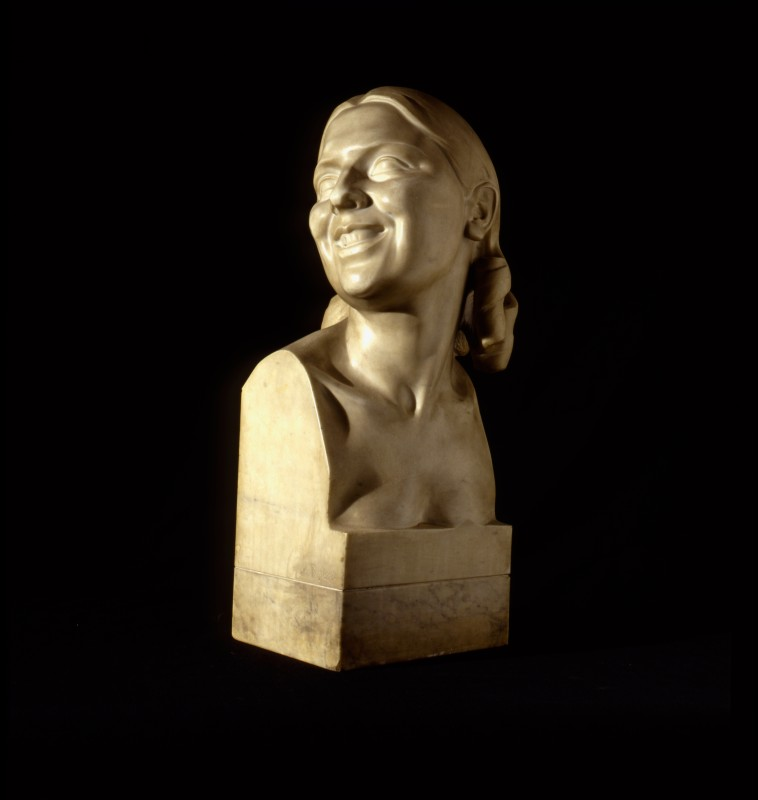
Sorriso calabrese, 1935-1937 (Fondazione Cariplo)

Mario Biglioli (Romano di Lombardia, 18 maggio 1890 – Milano, 13 settembre 1983) è stato uno scultore italiano.